# Azizi Johari
Azizi Johari (nacida el 24 de agosto de 1948 en Nueva York) es una modelo y actriz estadounidense. Fue Playmate del mes para la revista Playboy en junio de 1975. Fue fotografiada por Ken Marcus.

## Filmografía
- Body and Soul (1981) .... Pussy (no acreditada)
- Bulevar de Ocaso de la salida (1980)
- Seed of Innocence (1980) .... Denise
- Dreamer (1979) .... Señora
- The Killing of a Chinese Bookie (1976) .... Rachel
- The Six Million Dollar Man, episodio "Clark Templeton O'Flaherty" (1975) .... Chica

## Cultura popular
Johari aparece en un LP de Leon Ware titulado Musical Massge (1976). Aparece desnuda y con su cabeza y rodillas sobre el suelo con un par de manos masculinas sobre su espalda.
También apareció fotografiada para el LP de Sun llamado Live On, Dream On (1976).
Con su cabello al estilo afro, Johari trabajó como modelo en un póster titulado "Supernatural Dreams." Este póster se puede ver en la película El resplandor (1980), cuando Dick Halloran (Scatman Corothers) es tumbado en la cama, mirando la televisión.
Aparece en el videojuego de 1987 Dungeon Master, como Azazi, una personaje femenina.